# Matthew Needham
Matthew George Timothy Needham (* 13. April 1984 in Kingston upon Thames, Greater London) ist ein britischer Schauspieler.

## Leben und Karriere
Matthew Needham sammelte bereits im Alter von sechs Jahren ersten Erfahrungen als Darsteller auf der Theaterbühne. Nach dem Schulabschluss studierte er an der London Academy of Music and Dramatic Art, die er 2007 mit dem Bachelor abschloss.
Seine erste Rolle vor der Kamera übernahm Needham 2007, als er in der britischen Seifenoper Casualty eine wiederkehrende Rolle bekam, in der er bis 2009 zu sehen war. Danach trat er in Episodenrollen in den Serien Sherlock und Dr. Monroe auf. 2016 wurde er als Greenwood für die Hauptrolle im Kurzfilm Stutterer besetzt, der von den Alltagsproblemen eines vom Stottern betroffenen Menschen erzählt. Needhams Darstellung der Figur wurde von der Kritik gelobt. Der Film wurde 2017 mit dem Oscar in der Kategorie Bester Kurzfilm nominiert. 2017 war er in einer kleinen Rolle im Horrorfilm The Ritual zu sehen. Im Anschluss trat Needham vor allem in Fernsehserien auf, darunter Der junge Inspektor Morse, Doctors, Chernobyl und Doctor Who. Ab 2022 übernahm er in der Serie House of the Dragon, der Vorgeschichte von Game of Thrones, die Rolle des Larys Kraft (im Original „Larys Strong“), in der Teil der Hauptbesetzung ist.
Matthew Needham steht neben seiner Rollen in Film und Fernsehen regelmäßig auf der Theaterbühne. So wirkte er in einer Vielzahl von Inszenierungen der Werke William Shakespeares, unter anderem in Zusammenarbeit mit der Royal Shakespeare Company, mit. Zudem trat er am Almeida Theatre und am Globe Theatre auf. 2011 wurde er bei den Ian Charleson Awards, einer renommierten britischen Theaterauszeichnung für aufstrebende Bühnendarsteller, nominiert.

## Filmografie (Auswahl)
- 2007–2009: Casualty (Fernsehserie, 61 Episoden)
- 2010: Sherlock – Das große Spiel (Sherlock – The Great Game, Fernsehfilm)
- 2010: Dr. Monroe (Fernsehserie, Episode 1x03)
- 2015: Globe on Screen: Komödie der Irrungen (Shakespeare's Globe: The Comedy of Errors)
- 2016: Stutterer (Kurzfilm)
- 2016: The Hollow Crown (Fernsehserie, 2 Episoden)
- 2017: Der junge Inspektor Morse (Endeavour, Fernsehserie, Episode 4x02)
- 2017: The Ritual
- 2018: Doctors (Fernsehserie, eine Episode)
- 2019: Chernobyl (Miniserie, Episode 1x02)
- 2019: Sanditon (Fernsehserie, 7 Episoden)
- 2020: Knightman (Kurzfilm)
- 2021: Doctor Who (Fernsehserie, 3 Episoden)
- seit 2022: House of the Dragon (Fernsehserie)
- 2023: Große Erwartungen (Great Expectations, Miniserie, 4 Episoden)
- 2023: Napoleon